# 香味油
香味油（こうみゆ、こうみあぶら）とは、香りのある素材を食用油に入れて加熱し、香味を油に移したものである。調味油やシーズニングオイルとも呼ばれる。代表的なものに、ラー油やネギ油がある。

## 日本農林規格
日本農林規格では『香味食用油』として、「食用植物油脂に属する油脂に香味原料（香辛料、香料又は調味料）等加えたものであって、調理の際に当該香味原料の香味を付与するものをいう。」と定義している。

## 原料
ベースとなる油脂と香味素材との組み合わせにより、多様な種類の香味油を作り出すことができる。ベース油脂には、植物油では菜種油、大豆油、コーン油、こめ油などが使われる。JAS規格では植物油脂と定義されているが、香味素材との相性によりラード、ヘット、鶏油などの動物性油脂も選択される。香味素材はネギ・ニンニク・モヤシ・ローストキャベツをはじめとする野菜類、エビ・ホタテ・カニ・鰹節などの魚介系、豚肉・鶏肉・バター・鶏卵などの畜肉系、バジルやトウガラシなどのハーブ・スパイス類、焦がし醤油や酵母エキスなどの調味料類も使用される。ごま油やオリーブ・オイルなどは、油脂そのものが香りを持つ。
近年、こうした香味油の需要の高さから、植物や動物由来の香味素材との組み合わせだけでなく、価格を抑えるために人工香料で香りづけられた油脂製品も販売されている。こうした製品を「天然由来」と表示して納入する悪質供給者もいることから、香味油の販売元で品質管理のためガスクロマトグラフィー質量分析法（GC-MS)やC14分析法で偽和検出を行う場合がある。特に石油由来の合成物質の偽和を特定するにはC14分析法が適している。

## 製造
80 ℃から120 ℃に加熱したベース油脂に香味素材を入れ、揚げ物をする要領で製造される。加熱により素材中の水分が油の中を泡となって蒸発し、素材は「蒸し物」状態となる。この際、泡と油が接触することにより素材の風味が油に移ると考えられる。素材の水分が抜けきると「焼き物」状態となり、ロースト香が生じる。固形の香味素材を取り出し、水分の除去、ろ過、容器に充填して完成となる。家庭用・業務用製品が市販されているが、家庭で作ることも可能である。

## 用途
ネギ油はラーメンのスープの表面に浮かせ、香りづけとして重要である。他にもチャーハン、焼きそば、各種中華料理に幅広く使われる。たこ焼きの生地に加えると冷めてもうまみが出て、表面の食感が向上する効果もある。バターフレーバーオイルはオムレツなどの洋食や洋菓子、たまご風味油はオムレツ、チャーハン、カルボナーラなどと相性が良い。
香味油を使用することにより、水産物系の好ましくない匂いをマスキングする効果がある。バター、醤油、卵などの香味油は、風味を強調するだけでなくその食材の代替ともなる。小規模の食品メーカーや飲食店では、業務用の香味油を使用することにより味のばらつきを抑えることができる。

## 主な香味油
- ラー油（トウガラシとごま油）
- ネギ油（ネギ）
- マー油（焦がしニンニク）
- ガーリックオイル（ニンニク）
- バジルオイル（バジル）
- バターフレーバーオイル（バター）
- たまご風味油（鶏卵）
- 蝦油（エビと香味野菜）
- 花椒油（カホクザンショウ）